# 西名目所インターチェンジ
西名目所インターチェンジ（にしなめところインターチェンジ）は、新潟県新潟市北区の国道113号山の下東港線（ござれや阿賀橋）にあるインターチェンジ。
ハーフインターチェンジで、津島屋方面への流入・流出のみ可能。神谷内方面への通行はできない。新潟県道398号島見濁川線へ接続する市道については新井郷川分水路を渡る橋が上流側のみの暫定供用となっている。これは、川を渡った直後に名目所1丁目交差点で県道398号にぶつかるが、その先にある事業所の移転先が決定していないためである。なお、神谷内方面へは側道を経由することによって神谷内北交差点手前で合流することが可能である。

## 接続路線
- 新潟市道
  - 市道を介して新潟県道398号島見濁川線に接続
    - 名目所1丁目交差点を右折、最初の信号を左折したあと、市道（北5-68号線から豊栄1-668号線：1本につながっている）を通ることによって新潟競馬場正門まで交差点を曲がることなく最短距離で通行可能である。

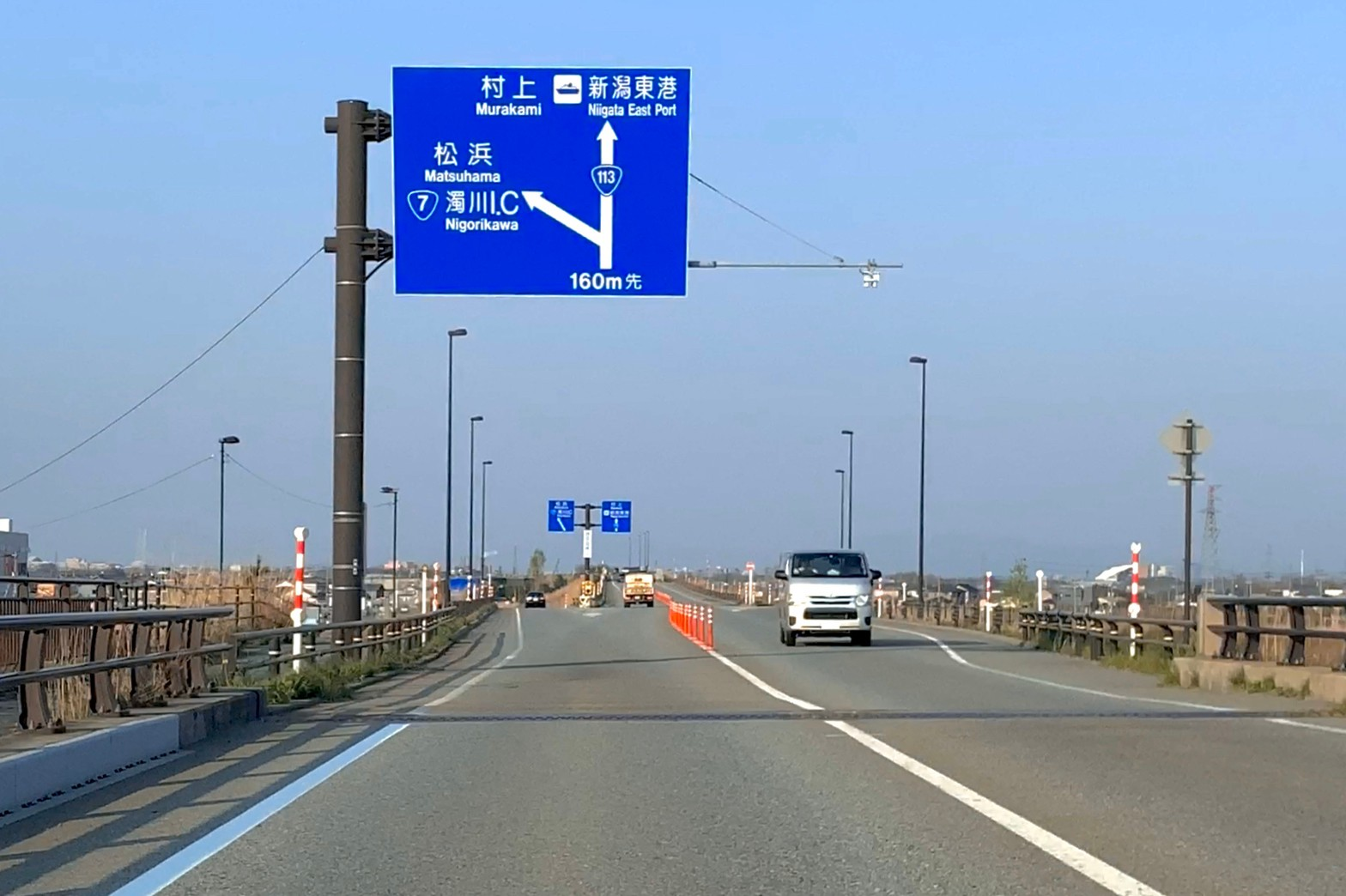
本線上のIC案内標識（2020年4月）

## 隣
国道113号
山の下東港線（ござれや阿賀橋）
津島屋八丁目交差点 - 西名目所IC - 神谷内北交差点